# Art almoravide et almohade

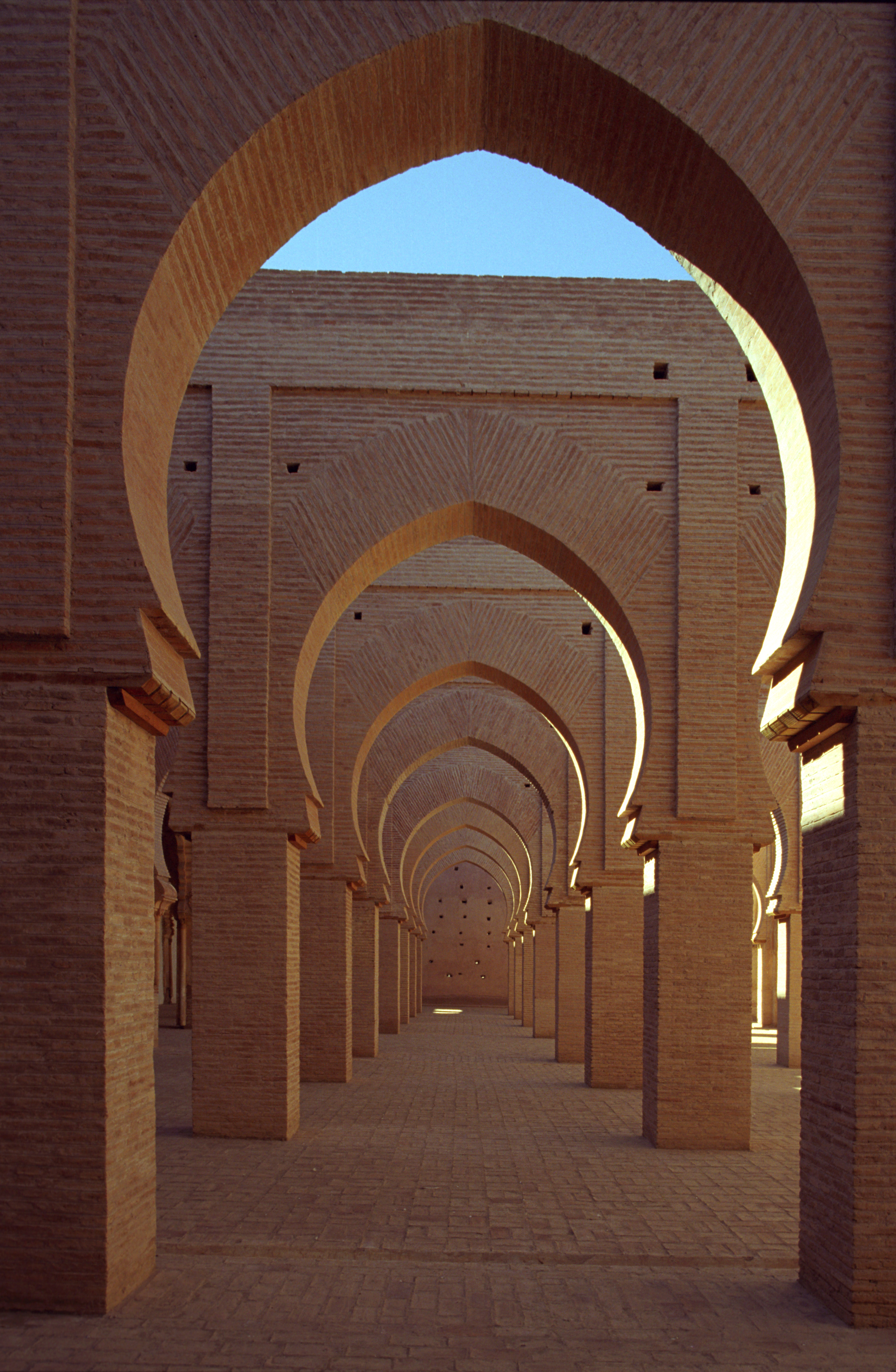
Construite en 1153, la mosquée de Tinmel est un exemple de l'architecture almohade au Maroc.

L'art des Almoravides et des Almohades regroupe la production artistique en Espagne et au Maghreb respectivement entre 1056 et 1147 et entre 1130 et 1269. 

## Contexte historique
Les Almoravides descendent du groupe berbère des Sanhadja. Au XIe siècle, sous l'influence de Abdellah ben Yassin, un guide spirituel, ils établirent un ribat à l'embouchure du fleuve Sénégal, d'où ils partirent conquérir des territoires en Afrique . Ce n'est que sous Youssef ben Tachfine  que les Almoravides traversèrent le détroit de Gibraltar pour soutenir la ville de Tolède assiégée par Alphonse VI de Castille. Après la bataille de Zallaqa, qu'ils remportèrent sur les chrétiens, les Almoravides s'emparèrent peu à peu d'al-Andalus. Leur sultanat, qui reconnaissait la souveraineté des califes Abbassides mit fin à la période des Taifas, sauf à Saragosse. Cependant, mise en contact du luxe développé alors dans les contrées Espagnoles, la rigoureuse dynastie berbère se relâcha tant et si bien qu'elle fut balayée par les Almohades en 1147. Une branche se maintint pourtant à Minorque et à Majorque.
Les Almohades, étymologiquement « ceux qui exaltent l'unicité de Dieu », arrivèrent sur la scène en 1130. Leur fondateur, Ibn Toumert, se proclama Mahdi, donnant une dimension eschatologique à la tribu berbère qui conquit rapidement le Maroc et Marrakech dont ils firent leur capitale. En 1145, ils commencèrent à s'emparer du royaume d'al-Andalus, et firent de Séville leur seconde capitale. Cette dynastie, contrairement a celle des Almoravides, suivait la doctrine Zahirite, et se distingue par la nature messianique et militaire de son pouvoir. Elle connut cependant une cour brillante, abritant des savants comme Ibn Rushd, plus connu sous le nom d'Averroès, et le médecin Ibn Tufayl. La victoire d'Alarcos en 1195 fut sans lendemain, et les Almohades reculèrent bientôt tant en Espagne devant les chrétiens qu'au Maghreb face aux Hafsides et Mérinides. La perte de Marrakech en 1269 mit fin à la dynastie.

## Art almoravide

### Architecture religieuse
En Algérie, c'est la Grande Mosquée de Tlemcen, la Grande Mosquée de Nedroma et la Grande Mosquée d'Alger qui subsistent, et sont les plus beaux ouvrages de cette dynastie en Algérie. La Grande Mosquée d'Alger (Djamaâ El-Djazaïr), la doyenne des mosquées, est restée fidèle à la construction initiale (la coupole nervurée ou mihrab, unique en son genre). La Grande Mosquée de Nedroma autour de laquelle s'ouvre un vieux Bain mauresque d'un millénaire construit par la même dynastie almoravide, présente de grandes similitudes avec celle de Tlemcen et Cordoue.
Les exemples le plus importants au Maroc sont la Qoubba el-Baadiyn près de la mosquée Ali ben Youssef à Marrakech ou l'intérieur de la mosquée Quaraouiyine de Fès, sans oublier la Grande mosquée de Meknès (en), édifiée au XIIe siècle.

Les mosquées almoravides
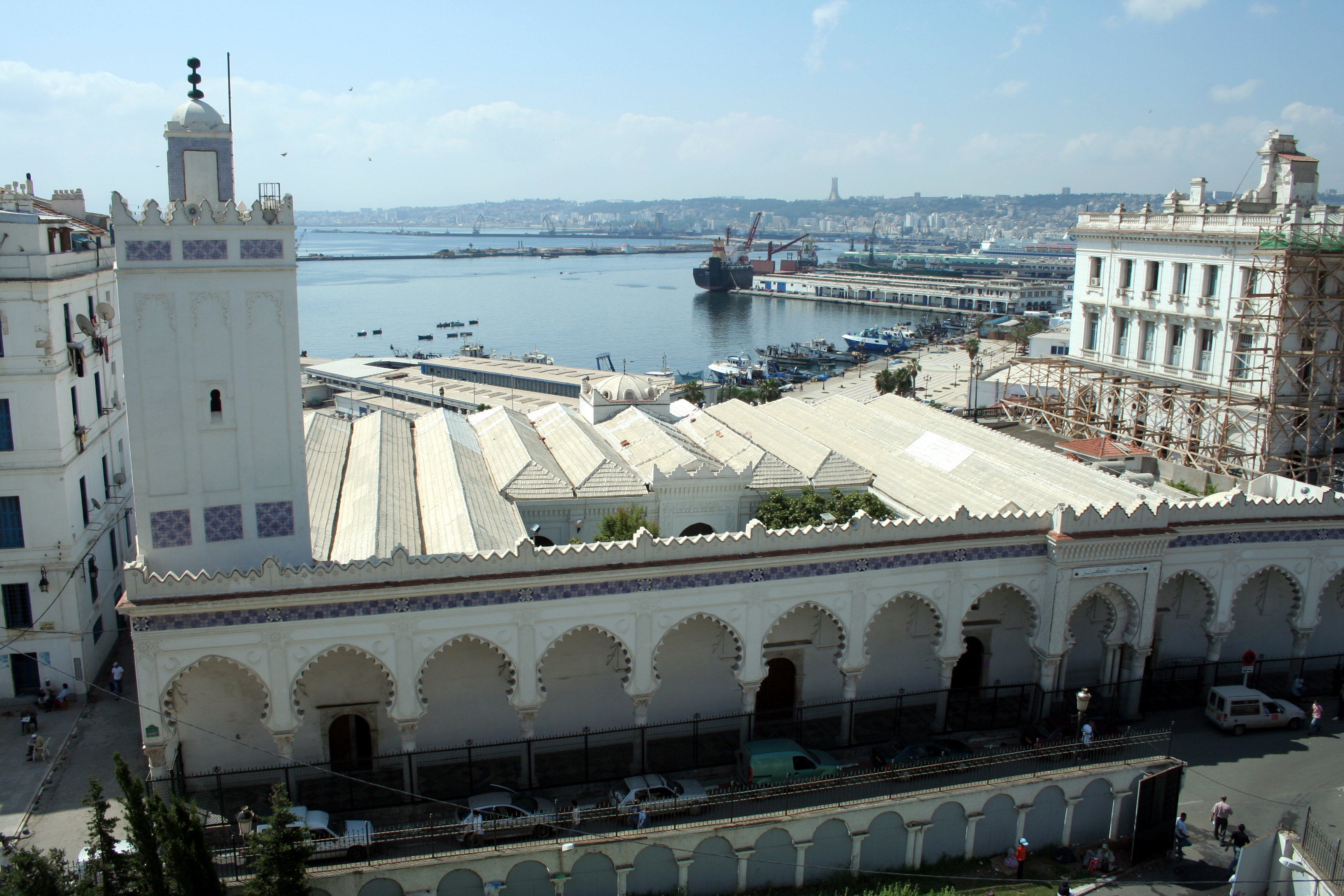
Jamaa el Kebir ; la grande mosquée d'Alger bâtie en 1097.
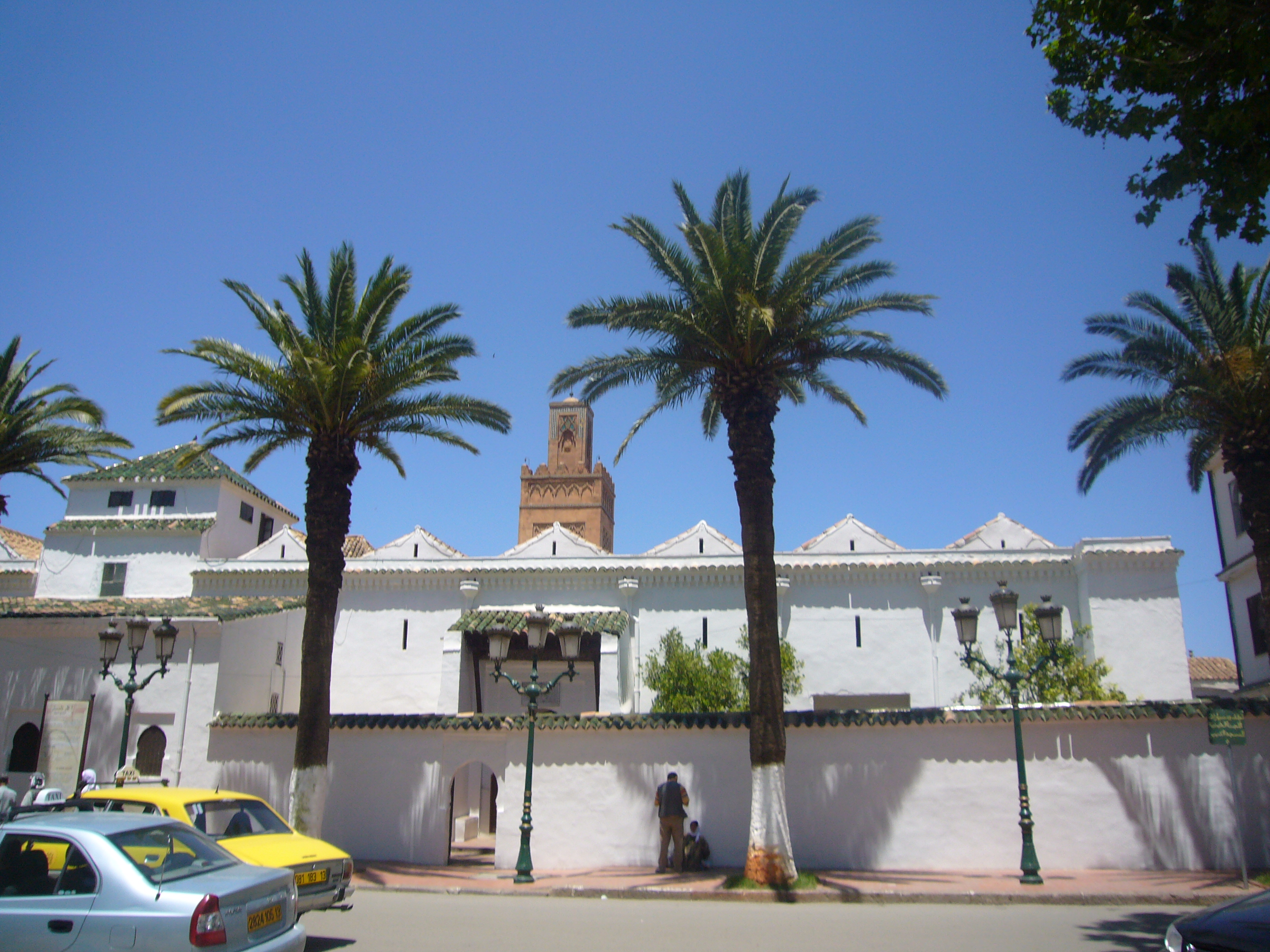
La grande mosquée de Tlemcen datant de 1136.
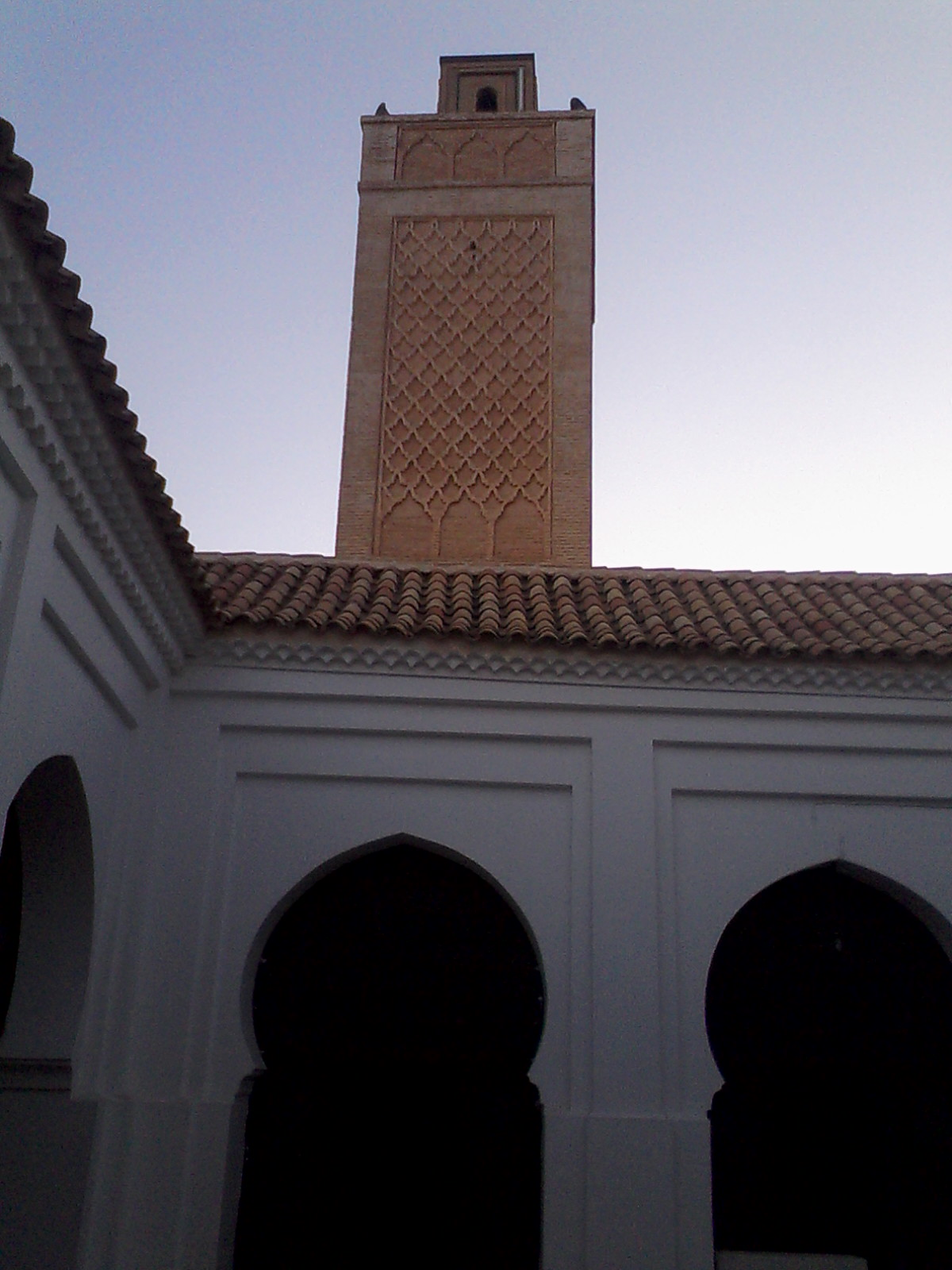
Grande mosquée de Nedroma datant de 1145.

### Architecture militaire
Un ribat, ou fortification, a été récemment découvert près de la Kasbah des Oudaias à Rabat. Celui-ci daterait du XIIe siècle et aurait été achevé sous le bref règne (1143-1145) du troisième roi almoravide, Tachfin ben Ali.
Les Almoravides ont également construit des forteresses afin de surveiller les montagnes comme celle d’Amergou (Rif), celle du Tasghimout (Atlas) et de nombreuses autres comme à Massa. Certaines parties des remparts de la ville de Meknès dateraient de l'époque almoravide. 
De même que le pont sur l’oued Tensift près de Marrakech.
Amergou, qui se situe dans la province de Taounate, non loin de Fès, est incontestablement l’ouvrage militaire almoravide le plus important qui nous soit parvenu. Il fait partie d’une série de fortifications érigées par les Almoravides (1056-1147) afin de contrecarrer la montée fulgurante de leurs adversaires almohades.

### Architecture civile
Il y a quelques années de cela, un hammam de l'époque almoravide a été découvert à Ceuta.
Les palais élevés à Marrakech et à Tlemcen (Tagrart) ont été détruits, mais le pont sur l'oued Tensift est encore en service.

## Art almohade

### Architecture religieuse
Le plan arabe avec des nefs perpendiculaires à la qibla, parfois en T, continue à être utilisé. Les arcs sont en fer à cheval ou polylobés, les piliers carrés ou cruciformes et les minarets de plan carré également sont décorés d'un simple réseau de motifs géométriques. On retrouve cependant des thèmes du califat de Cordoue, notamment dans l'usage massifs des muqarnas, des arcs anguleux laissant pénétrer la lumière, les décors de coquilles et de palmettes digitées.

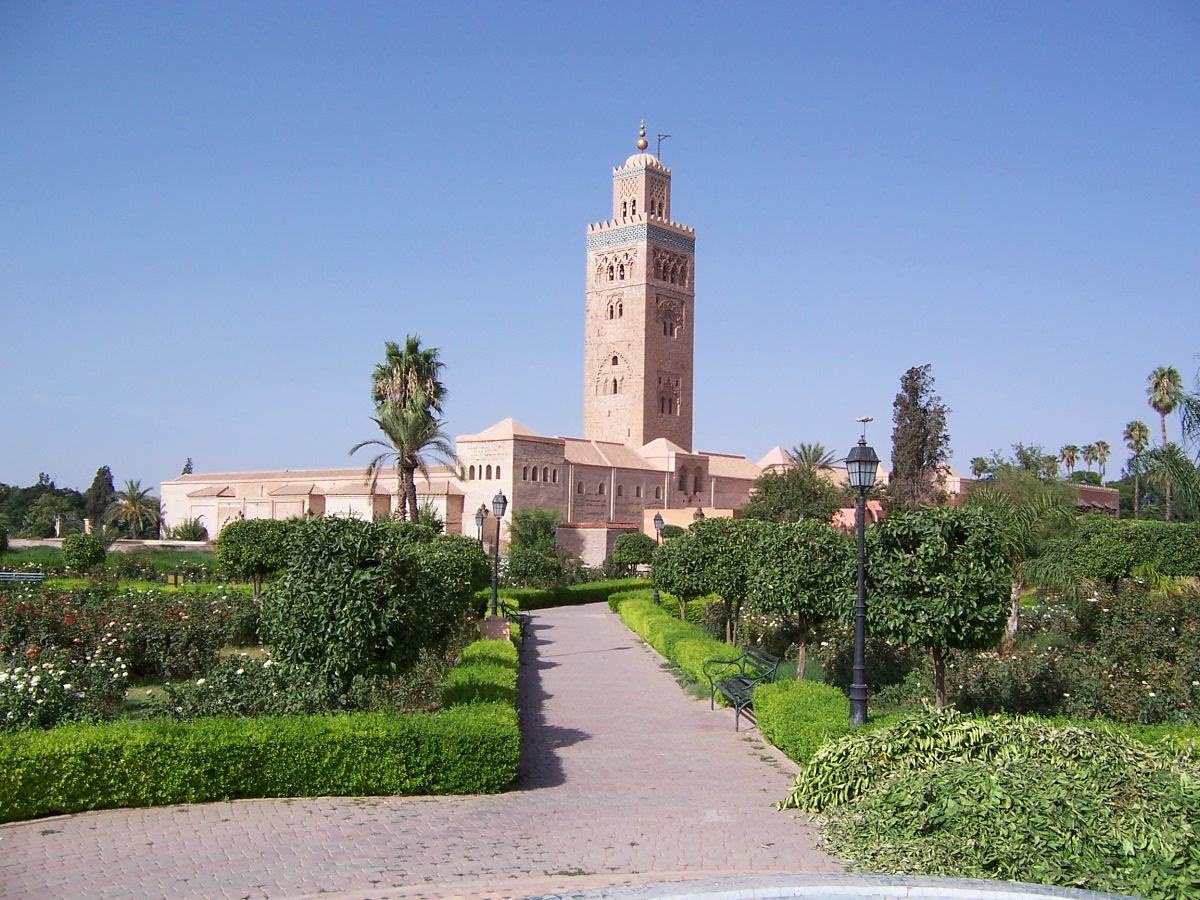
Koutoubia, Marrakech

La mosquée de Tinmel, au Maroc, est un exemple de l'architecture almohade. Construite en 1153, elle servait de lieu de prédication à Ibn Toumert, et il y est d'ailleurs enterré. De plan arabe en T, la mosquée prend un aspect fortifié, avec un mur d'enceinte crénelé et peu d'ouvertures, mais elle est construite en pisé, avec seulement les piliers et les arcs en brique. Le décor est quasiment inexistant, sauf dans la zone du mihrab, qui est traité comme une pièce à part entière, ce qui peut rappeler la grande mosquée de Cordoue et le minaret de Safi.

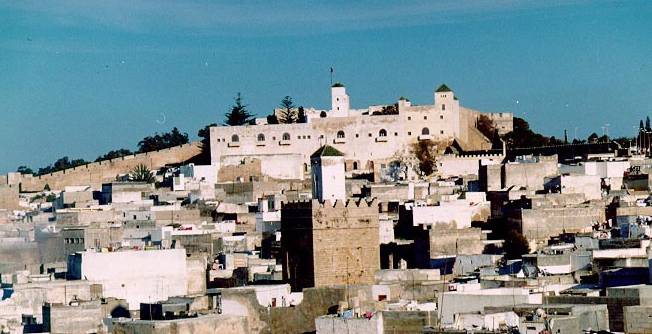
Minaret de Safi

La construction de la mosquée des libraires, ou Koutoubia, à Marrakech a débuté vers 1150 sur le site d'une ancienne mosquée Almoravide du XIe siècle. Elle fut achevée sous le règne du sultan Yacoub el Mansour (1184-1199). Élevée sur un plan arabe en T, elle utilise des arcs légèrement brisés de profil très déchiqueté pour ceux datant de la période almohade. Son minaret, haut de 69 m, fut édifié entre 1157 et 1195. De section carrée, il comporte un magnifique décor d'arcs entrelacés dans sa partie supérieure, et est surmonté d'un lanternon. Elle dispose également d'un minbar almoravide de 1137, originellement conçu à Cordoue et décoré par un jeu sur les couleurs des différentes essences de bois utilisées.
La grande mosquée (Jamaa el-Kebir) de Taza est la troisième mosquée almohade au Maroc.
Enfin, il faut signaler en Espagne la giralda de Séville, le seul élément qui subsiste de la grande mosquée auparavant située dans cette ville. Daté de 1195, ce haut minaret a été profondément remanié par les chrétiens, qui lui ont ajouté des étages baroques. Sa base est quasi-nue, mais  un allègement se fait au fur et à mesure de la montée, grâce à des ouvertures à arcs outrepassés. Le minaret est semblable à la Tour Hassan également construite sous les Almohades à Rabat. La mosquée de l'Alcazar de Jerez de la Frontera dénote également ce souci de pureté dans l'architecture.

### Architecture civile
L'alcazar de Séville est en partie un palais almohade. Une grande place est donnée à l'eau, qui est amenée à l'intérieur de l'édifice depuis une fontaine par des canaux. Le décor de stuc sur la partie hautes des murs est aussi remarquable : jeux sur les niches et les « fausses niches », réseaux d'arcs entrecroisés (sebka), inscriptions, palmettes... sont autant de motifs décoratifs utilisés. À Rabat le Kasbah des Oudayas est un très bel exemple d'un quartier almohade.

### Architecture militaire

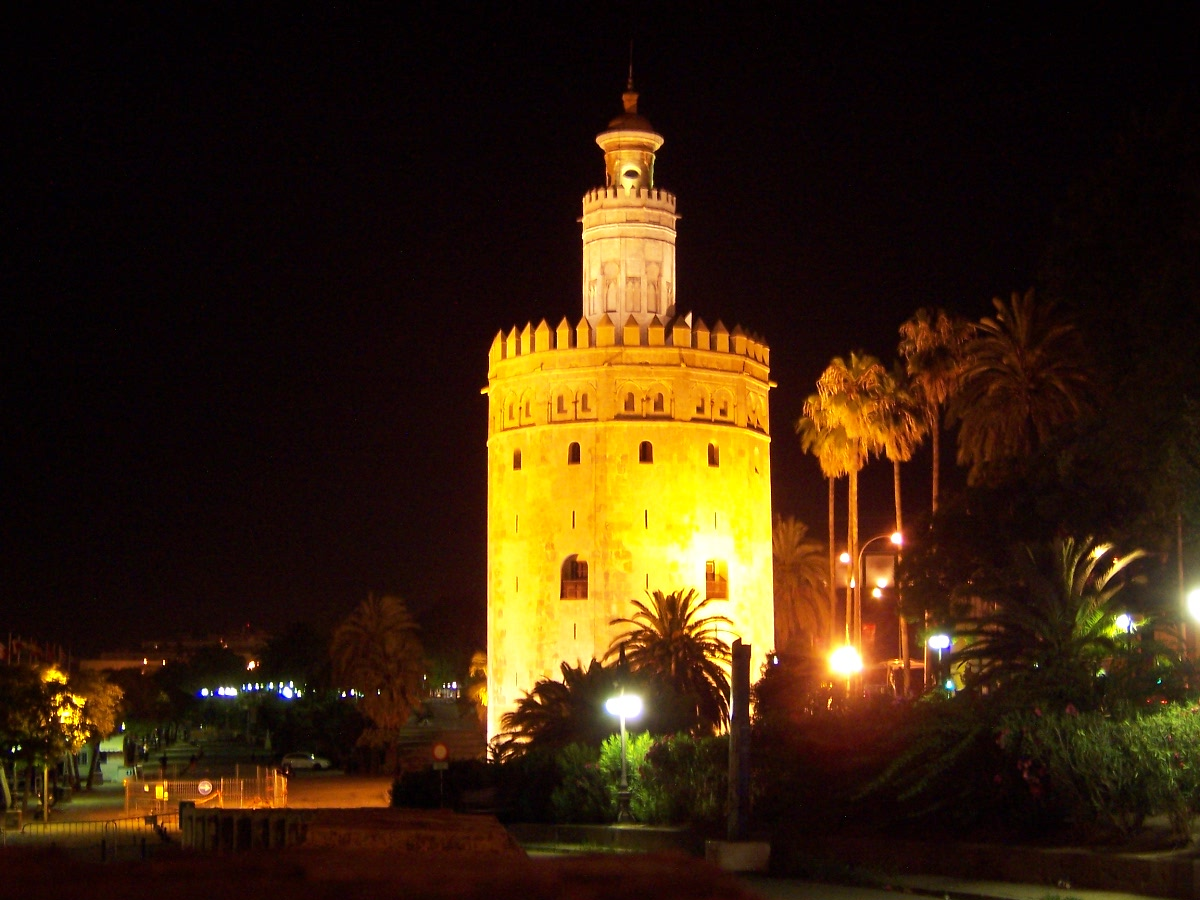
La Torre del Oro de nuit

Les Almohades ont construit des édifices militaires (tours de guet, remparts, forts, etc.) dans plusieurs villes du Maroc et d'Al-Andalus.

## Objets

### Art du métal
Dans l'art du métal, les volumes sont traités de manière plus brutale, plus schématique, mais les motifs gravés en surface sont extrêmement raffinés. C'est par exemple le cas sur une bouche de fontaine en forme de lion, conservée au Louvre et datée des XIIe – XIIIe siècles.

### Tissus
Paradoxalement, les périodes almoravide et almohade voient l'explosion de la soierie espagnole, bien que le port de tissus précieux ait été interdit. La technique utilisée est celle du lampas, qui permet de créer les motifs décoratifs au moment du tissage et non de devoir les ajouter après. Ceux-ci sont toujours organisés à l'intérieur de roues tangentes, et représentent la plupart du temps des animaux (paons, lions, aigles...) ou des motifs traditionnels (maître des animaux, par exemple). Le rouge de kermes est une couleur très utilisée alors, et assez propre à l'Espagne. 
Une bonne partie des tissus produits sont destinés à l'exportation, vers d'autres contrées islamiques mais surtout vers les pays occidentaux, comme le prouvent la Chape du roi Robert ou la Chape de saint Elme de Canterbury. Une bannière, conservée à Burgos et qui aurait été prise à la bataille de Las Navas (1212) est un vrai chef-d'œuvre dans son épigraphie, et doit être rapprochée de l'art du livre produit à la même époque.

### Art du livre

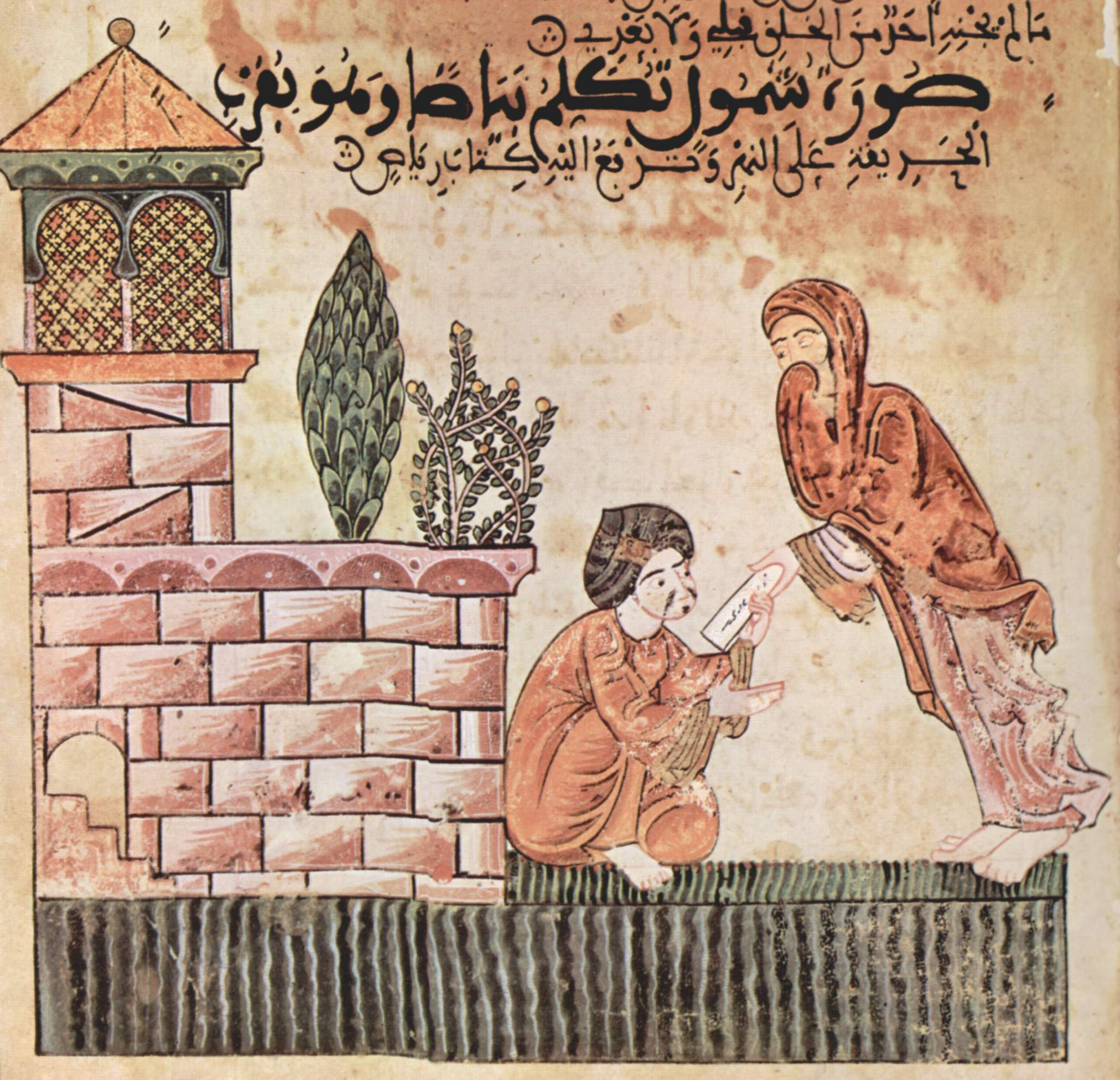
Manuscrit de Bayad wa Riyad, Maghreb, XIIIe siècle, bibliothèque apostolique du Vatican

Il reste un manuscrit illustré de cette période ; conservé à la bibliothèque du Vatican, il date de la première moitié du XIIIe siècle et véhicule le texte de Bayad wa Riyad.  Comme dans tous les livres arabes, les illustrations sont insérées dans le texte, avec pour seul encadrement une ligne de base. La palette est assez réduite, et une forte attention est portée à l'expression des mains.